# Rejon moniecki
Rejon moniecki (biał. Монькаўскі раён) – istniejący w 1940 roku rejon w północno-zachodniej części Białoruskiej SRR, w obwodzie białostockim.
Utworzony został przez władze radzieckie 15 stycznia 1940 roku na okupowanym terytorium województwa białostockiego II Rzeczypospolitej.
W jego skład weszła północno-zachodnia część powiatu białostockiego oraz północna część powiatu wysokomazowieckigo z gminami Dolistowo, Goniądz, Kalinówka (z Mońkami), Krypno, Stelmachowo  i Trzcianne oraz miastami Goniądz, Knyszyn i Tykocin.
Rejon był jednostką administracyjną istniejącą de facto, legalną z punktu widzenia władz ZSRR. Z punktu widzenia prawa międzynarodowego jej utworzenie było nielegalne, a jej obszar stanowił część terytorium II Rzeczypospolitej pod okupacją ZSRR.

Jednostka zniesiona z końcem 1940 roku przez przemianowanie na rejon knyszyński.